# Hans Jæger
Hans Jæger (Drammen, 2 de septiembre de 1854-Oslo, 8 de febrero de 1910) fue un escritor, filósofo y activista político noruego de ideas anarquistas, miembro fundador del grupo artístico bohemio con base en Oslo (entonces Kristiania): Kristianiabohêmen. 

## Vida
Nacido en Drammen, se crio en la ciudad de Bergen, en el seno de una familia pietista. Hijo de un oficial de policía, quedaría huérfano a los 14 años. Desde 1867 hasta 1874 trabajó de marinero. Un año más tarde empezó sus estudios de filosofía, mientras trabajaba como estenógrafo en el parlamento noruego. En 1878 publicó su primer libro, sobre la filosofía de Kant. 
En 1886 sería procesado por la corte suprema a causa de su libro Fra Kristiania-bohemen, donde atacaba a la provinciana y burguesa sociedad de Kristania, así como a los valores conservadores y cristianos de la estaba impregnada esta. Fue condenado a 60 días de cárcel. Al año siguiente se vio forzado a abandonar el país tras ser sentenciado a otros 150 días adicionales tras descubrir el gobierno noruego que había enviado 300 copias de su libro a Suecia.
Colaboró con el periódico Impressionisten ("Los Impresionistas") publicado por el pintor Christian Krohg, durante los años 1886-1890. Igualmente fue amigo del pintor Edvard Munch, quien lo retrató en uno de sus cuadros en 1889. En 1893 publicó Syk kjærlihet ("Amor enfermo"), novela autobiográfica en la que, en forma de diario ficticio, describe en primera persona el triángulo amoroso vivido entre él, Christian y Oda Krohg.
Durante su exilio vivió dos años en París, donde trabajó como corresponsal extranjero para un periódico socialdemócrata. También colaboró con el periódico mensual de tendencia socialista Det Tyvende Aarhundrede ("El Siglo Veinte"), que empezó a publicarse a fines de 1901. En París entró en contacto por primera vez con la literatura anarquista. A su vuelta a Noruega, los gremios académicos le impidieron terminar los estudios de filosofía que había iniciado años antes.
En 1906 publicó Anarkiets Bibel ("Biblia de la anarquía"), donde unía la huelga general revolucionaria con la necesidad de una nueva "moral expropiadora del sexo", y donde atacaba más directamente a la religión, la propiedad privada y al Estado. Un año después fundó junto a Jean Jacques Ipsen el periódico Korsasern ("El Corsario"), del que se publicaron 10 números con una tirada de menos de 2500 ejemplares. También publicó los periódicos Skorpionen ("Escorpiones") en 1907, de corta duración, y Revolten ("Revuelta"), del que se publicaron ocho números entre los años 1907 y 1908. Jaeger murió poco después en Oslo, tras ser operado de un cáncer, en 1910.

## Pensamiento
Jaeger se convirtió en uno de los primeros defensores del amor libre en Noruega. En la puritana Noruega de su tiempo, Jaeger y los "bohemios de Cristianía" (Kristaniabohemen) hicieron hincapié en la importancia de la sexualidad. Defendían una completa libertad sexual entre los sexos y la abolición del matrimonio. Veían con simpatía a las prostitutas, de cuya situación creían culpable a la sociedad. Jaeger llegó a plantearse la creación de una escuela de mujeres, donde llegar a cabo las ideas de los Kristaniabohemen sobre la liberación sexual, pero este proyecto no se llevó a cabo.
Aunque los Kristaniabohemen criticaron, o ocasiones con gran virulencia, a la sociedad burguesa, nunca se dirigieron al campesinado o se volvieron hacia el pasado nacional. Se consideraron ligados a otras corrientes modernas y progresistas que tenían lugar en el continente. Jaeger no tardó en radicalizar sus críticas. En dos artículos escritos para la Kristania Arbeidersamfund (Sociedad Obrera de Kristania), caracterizó al matrimonio y a la desigualdad como los dos principales males de la sociedad. Según Jaeger, mientras exista la desigualdad, no se podrá acabar con la inmoralidad; y al mismo tiempo, el matrimonio -basado en el interés económico y no en el amor- impedía disfrutar de una libertad plena. 
En 1885 publicaría su libro sobre los Kristaniabohemes. En el libro atacaba la provinciana y burguesa sociedad de Kristania, así como los valores conservadores y cristianos de la que estaba impregnaba esta. El libro no tardó en ser víctima de la censura y llevaría a Jaeger a ser procesado por la justicia noruega.
Los Kristaniabohemen irían disolviéndose poco a poco. Bajo influencia del anarquista danés Jean Jacques Ipsen, Jaeger conocería los trabajos de algunos escritores anarquistas de la época, como Reclus, Kropotkin o Jean Grave. Su anarquismo siguió impregnado de un fuerte individualismo, y defendió que el cambio social sería realizado desde abajo, a través de la difusión del pensamiento libre.

## Obras
- Kants fornuftskritik (Crítica de Kant a la razón pura) 1878
- Olga (teatro) 1883
- En intellektuel Forførelse (teatro) (Una seducción intelectual) 1884
- Fra Kristiania-bohemen (De los Bohemios de Kristania) 1885
- Julefortællinger av Hans Jæger (Cuentos de Navidad de Hans Jaeger) 1886
- Albertine (escrito junto a Christian Krohg) 1886
- Min forsvarstale i høyesterett (Mi discurso de defensa ante la Corte Suprema) 1886
- Kristianiabilleder (Imágenes de Kristania) 1888
- Novelletter (Cuentos cortos) 1889
- Bohemens erotiske bekjennelser (Las confesiones eróticas de los Bohemios)
- Syk kjærlihet (Amor enfermo) 1893
- Bekjendelser (Confesiones) 1902 (Confessions)
- Fængsel og fortvilelse (Cárcel y desesperación) 1903
- Anarkiets bibel (La Biblia del anarquismo) 1906
- Socialismens ABC (ABC del Socialismo) póstumo